# Sospetto tragico
Sospetto tragico (The Honor of His House) è un film muto del 1918 diretto da William C. deMille. Prodotto e distribuito dalla Paramount, era interpretato da Sessue Hayakawa, Florence Vidor, Jack Holt, Mayme Kelso, Kisaburo Kurihara e Forrest Seabury.

## Trama
Soli su un'isola deserta dove sono stati abbandonati, il dottor Robert Farlow e il ricco tossicologo conte Ito Onato si innamorano tutti e due della stessa ragazza, Lora, una bellissima nippo-americana. Lora preferirebbe Robert, ma cambia idea a causa della propensione al bere dell'uomo. Quando vengono salvati, Lora sposa il conte Ito ma Robert, ancora innamorato, decide di smettere di bere e si immerge negli studi e nella sua professione, diventando un medico di gran nome. Rivede Lora e le chiede di lasciare il marito per lui. La donna, però, resta fedele a Ito che, ignaro della decisione di Lora, crede invece che lei lo abbia tradito. Per vendicare il suo onore, avvelena la moglie. Ma quando scopre la sua innocenza, sacrifica la propria vita per poter salvare Lora con una massiccia trasfusione di sangue che lo ucciderà. La donna darà alla luce il figlio di Ito e poi sposerà Robert.

## Produzione
Il film fu prodotto dalla Famous Players-Lasky Corporation (Paramount Pictures).

## Distribuzione
Il copyright del film, richiesto dalla Famous Players-Lasky Corp., fu registrato il 25 marzo 1918 con il numero LP12217.
Distribuito negli Stati Uniti dalla stessa Paramount, uscì nelle sale il 1º aprile 1918; in Francia, il titolo fu tradotto in Le Soupçon tragique e uscì il 16 gennaio 1920. In Italia, distribuito nel 1922 dalla Sincoli, ottenne con riserva il visto di censura numero 16845.
Copia della pellicola viene conservata negli archivi del Services des Archives du Film, Bois d'Arcy.

### Censura
La censura italiana impose la soppressione delle scene che si svolgono sotto la didascalia: "La gelosia è capace di trasformare l'amore in odio" in cui si assiste all'avvelenamento per mezzo di scalfittura procurata con un gioiello in cui è stato iniettato un potentissimo veleno; nonché la didascalia: "La vostra bellezza dev'essere per me, per me solo" e la scena relativa perché troppo realisticamente brutale.